# Lista granițelor fluviale

Lista granițelor fluviale prezintă cursurile de apă de-a lungul cărora se desfășoară o linie de frontieră și țările sau, în unele cazuri, teritoriile învecinate despărțite de acestea. Deși frontiera este localizată pe apă, similar cu cazul frontierelor maritime, granițele fluviale sunt considerate frontiere terestre. 
Lista include state suverane și teritorii dependente, în conformitate cu standardul ISO 3166-1 al Organizației Internaționale de Standardizare. Sortarea este în ordine alfabetică.

## Europa

Harta țărilor din Europa

| Curs de apă                      | Țări învecinate |
| -------------------------------- | --- |
| Águeda și Ardila                 | Spania și Portugalia |
| Bidasoa                          | Franța și Spania |
| Blies                            | Franța și Germania |
| Bug                              | Belarus și Polonia, Ucraina și Polonia |
| Caia și Chanza                   | Spania și Portugalia |
| Daugava                          | Letonia și Belarus |
| Derkul                           | Ucraina și Rusia |
| Doneț                            | Ucraina și Rusia |
| Drava                            | Croația și Ungaria |
| Drina                            | Bosnia și Herțegovina și Serbia |
| Duero (Douro)                    | Portugalia și Spania |
| Dunăre                           | Germania și Austria, Austria și Slovacia, Croația și Serbia, Ungaria și Slovacia, România și Bulgaria, România și Ucraina, Serbia și România |
| Elba și Flöha                    | Cehia și Germania |
| Foyle                            | Irlanda și Regatul Unit (Irlanda de Nord) |
| Guadiana                         | Portugalia și Spania |
| Inn                              | Austria și Germania |
| Jakobselva (Voriema)             | Norvegia și Rusia |
| Kirnitzsch                       | Cehia și Germania |
| Kupa (Kolpa)                     | Croația și Slovenia |
| Lauter                           | Germania și Franța |
| Lys                              | Belgia și Franța |
| Malše                            | Austria și Cehia |
| Marița (Evros/Meriç)             | Grecia și Turcia |
| Meuse                            | Belgia și Țările de Jos |
| Minho                            | Portugalia și Spania |
| Morava                           | Austria și Slovacia, Cehia și Slovacia |
| Mosela (Mosel/Musel)             | Germania și Luxemburg |
| Mur (Mura)                       | Croația și Slovenia |
| Narva                            | Estonia și Rusia |
| Neisse                           | Germania și Polonia |
| Neman                            | Belarus și Lituania, Rusia (Kaliningrad) și Lituania                                                                                         |
| Niers                            | Germania și Țările de Jos |
| Nipru                            | Belarus și Ucraina |
| Nistru                           | Ucraina și Moldova |
| Oder                             | Germania și Polonia |
| Pasvikelva (Paatsjoki/Patsoioki) | Norvegia și Rusia |
| Prut                             | România și Moldova, Ucraina și România |
| Rezovo                           | Bulgaria și Turcia |
| Rin                              | Germania și Franța, Germania și Elveția, Germania și Țările de Jos, Elveția și Liechtenstein                                                 |
| Sava                             | Bosnia și Herțegovina și Croația, Croația și Serbia                                                                                          |
| Soj                              | Belarus și Ucraina |
| Tana (Teno)                      | Finlanda și Norvegia |
| Termon                           | Irlanda și Regatul Unit |
| Thaya (Dyje)                     | Austria și Cehia |
| Tisa                             | România și Ucraina, Ucraina și Ungaria |
| Torne (Tornionjoki)              | Suedia și Finlanda |
| Vadakste (Vadakstis)             | Letonia și Lituania |

## Asia

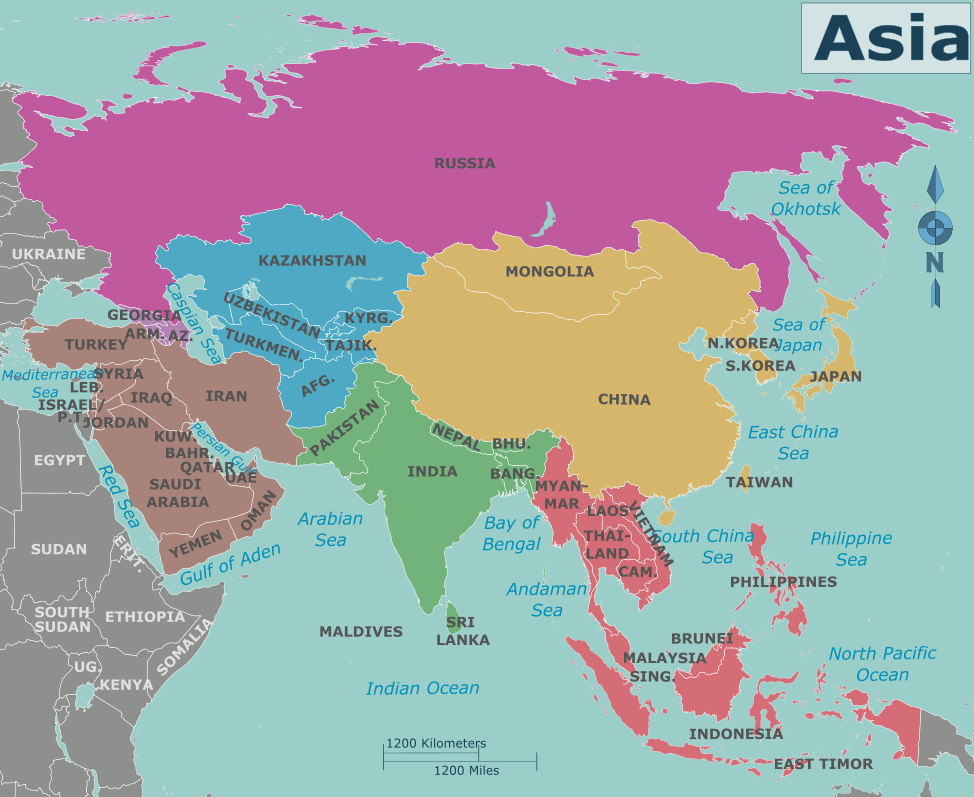
Harta țărilor din Asia

| Curs de apă                       | Țări învecinate                      |
| --------------------------------- | ------------------------------------ |
| Akhurian (Arpaçay)                | Armenia și Turcia                    |
| Amudaria (Amudario)               | Uzbekistan și Afganistan             |
| Amur, Ussuri, Argun și Granitnaia | China și Rusia                       |
| Aras                              | Azerbaidjan, Turcia, Iran și Armenia |
| Beilun (Ka Long)                  | Vietnam și China                     |
| Brahmaputra                       | India, Bangladesh și China           |
| Chu                               | Kazahstan și Kârgâzstan              |
| Fly                               | Indonezia și Papua Noua Guinee       |
| Gange                             | India și Bangladesh                  |
| Golok (Kolok)                     | Malaysia și Thailanda                |
| Helmand (Hirmand)                 | Iran și Afganistan                   |
| Hezil Suyu                        | Irak și Turcia                       |
| Indus                             | China, India și Pakistan             |
| Iordan                            | Israel și Iordania                   |
| Iordan                            | Palestina și Iordania                |
| Kaladan (Kacchapanadī)            | India și Myanmar                     |
| Habur                             | Irak și Turcia                       |
| Kraburi (Kyan)                    | Myanmar și Thailanda                 |
| Mahakali și Mechi                 | India și Nepal                       |
| Mekong                            | Myanmar și Laos                      |
| Mekong                            | Laos și Thailanda                    |
| Naf                               | Bangladesh și Myanmar                |
| Pandaruan                         | Malaysia și Brunei                   |
| Salween                           | Myanmar și China                     |
| Salween                           | Myanmar și Thailanda                 |
| Shatt al-Arab (Arvand rud)        | Irak și Iran                         |
| Tigru și Eufrat                   | Turcia, Siria, Iran și Irak          |
| Tumen (Tumannaia)                 | Coreea de Nord, China, și Rusia      |
| Wadi al Batin                     | Irak și Kuweit                       |
| Yalu                              | Coreea de Nord și China              |

## Africa

Harta țărilor din Africa

| Curs de apă        | Țări învecinate                                        |
| ------------------ | ------------------------------------------------------ |
| Akanyaru           | Rwanda și Burundi                                      |
| Bahr al-Arab       | Sudan și Sudanul de Sud                                |
| Caledon            | Lesotho și Africa de Sud                               |
| Chobe              | Namibia și Botswana                                    |
| Congo              | Republica Democratică Congo și Republica Congo         |
| Cunene             | Namibia și Angola                                      |
| Donga              | Nigeria și Camerun                                     |
| Kagera             | Rwanda și Tanzania                                     |
| Kagitumba          | Rwanda, Uganda și Tanzania                             |
| Kasai și Kwango    | Republica Democratică Congo și Angola                  |
| Limpopo            | Africa de Sud și Botswana                              |
| Limpopo            | Africa de Sud și Zimbabwe                              |
| Luapula            | Republica Democratică Congo și Zambia                  |
| Mbomou și Oubangui | Republica Centrafricană și Republica Democratică Congo |
| Niger              | Benin și Niger                                         |
| Nilul Alb          | Sudan și Sudanul de Sud                                |
| Okavango           | Namibia și Angola                                      |
| Orange             | Namibia și Africa de Sud                               |
| Rusizi             | Burundi și Republica Democratică Congo                 |
| Rusizi             | Rwanda și Republica Democratică Congo                  |
| Senegal            | Senegal și Mauritania                                  |
| Yobe               | Niger și Nigeria                                       |
| Zambezi            | Botswana și Zambia                                     |
| Zambezi            | Namibia și Zambia                                      |
| Zambezi            | Zimbabwe și Zambia                                     |

## America de Nord

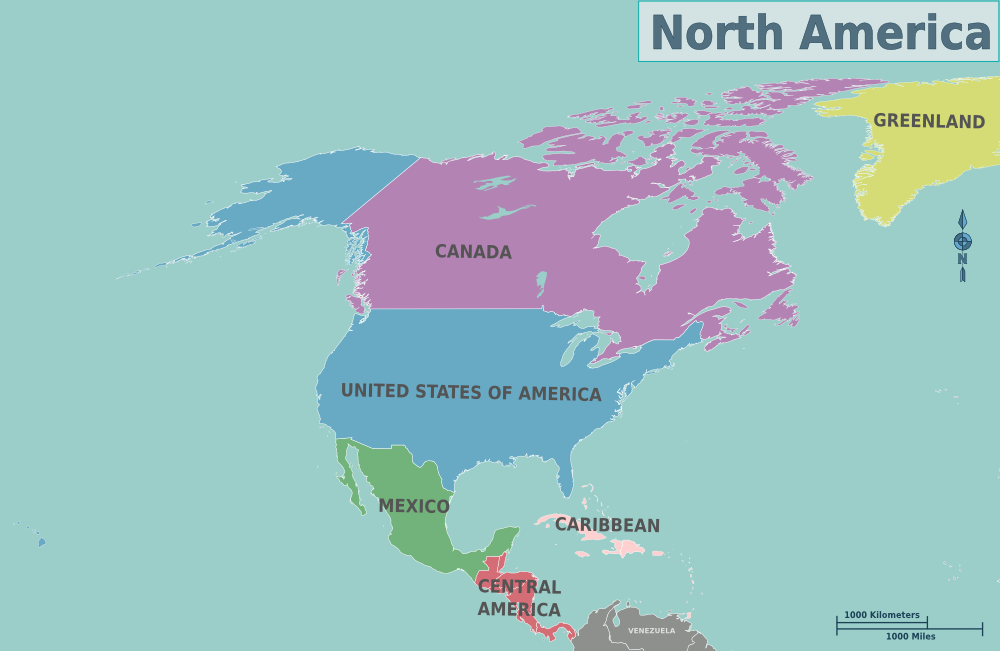
Harta țărilor din America de Nord

| Curs de apă                 | State/Provincii învecinate                                               | Țări învecinate               |
| --------------------------- | ------------------------------------------------------------------------ | ----------------------------- |
| Colorado                    | Colorado, Utah, Arizona, Nevada, California și · Baja California, Sonora | Statele Unite și Mexic        |
| Rio Grande                  | Texas și · Chihuahua, Coahuila, Nuevo León, Tamaulipas                   | Statele Unite și Mexic        |
| Detroit                     | Michigan și Ontario                                                      | Statele Unite și Canada       |
| Halls Stream                | Quebec și · New Hampshire, Vermont                                       | Statele Unite și Canada       |
| Niagara                     | New York și Ontario                                                      | Statele Unite și Canada       |
| Pine, Pigeon și Rainy       | Minnesota și Ontario                                                     | Statele Unite și Canada       |
| Saint Clair                 | Michigan și Ontario                                                      | Statele Unite și Canada       |
| Saint Croix                 | Maine și New Brunswick                                                   | Statele Unite și Canada       |
| Saint Francis și Saint John | Maine și · New Brunswick, Quebec                                         | Statele Unite și Canada       |
| Saint Lawrence              | New York și Ontario                                                      | Statele Unite și Canada       |
| Saint Marys                 | Michigan și Ontario                                                      | Statele Unite și Canada       |
| Artibonite                  |                                                                          | Republica Dominicană și Haiti |
| Coco                        |                                                                          | Nicaragua și Honduras         |
| Hondo                       |                                                                          | Mexic și Belize               |
| Motagua                     |                                                                          | Guatemala și Honduras         |
| Paz                         |                                                                          | Guatemala și El Salvador      |
| San Juan                    |                                                                          | Nicaragua și Costa Rica       |
| Sarstoon                    |                                                                          | Guatemala și Belize           |
| Sixaola                     |                                                                          | Costa Rica și Panama          |
| Suchiate și Usumacinta      |                                                                          | Mexic și Guatemala            |
| Sumpul și Guasaule          |                                                                          | El Salvador și Honduras       |

## America de Sud

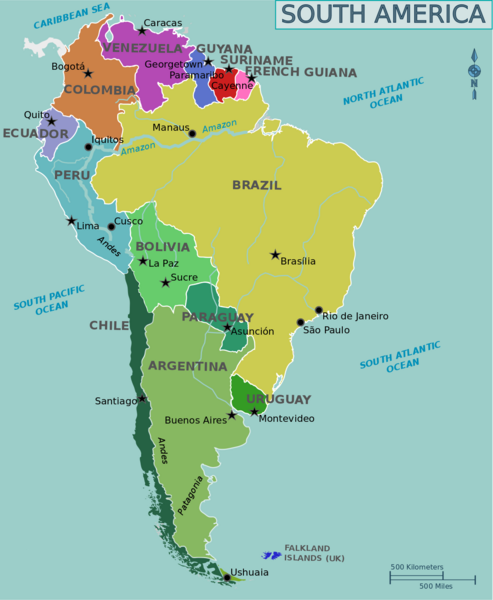
Harta țărilor din America de Sud

| Curs de apă                     | Țări învecinate             |
| ------------------------------- | --------------------------- |
| Amazon                          | Columbia, Peru și Brazilia  |
| Apaporis                        | Columbia și Brazilia        |
| Arauca                          | Columbia și Venezuela       |
| Bermejo                         | Argentina și Bolivia        |
| Catatumbo                       | Columbia și Venezuela       |
| Courantyne                      | Guyana și Suriname          |
| Cuareim (Quaraí)                | Brazilia și Uruguay         |
| Guaitara                        | Columbia și Ecuador         |
| Iguazú                          | Argentina și Brazilia       |
| Maroni                          | Guiana Franceză și Suriname |
| Mataje, Meta, Mira și Rio Negro | Columbia și Ecuador         |
| Oiapoque (Oyapock)              | Brazilia și Guiana Franceză |
| Orinoco                         | Columbia și Venezuela       |
| Paraguay                        | Argentina și Paraguay       |
| Paraguay                        | Brazilia și Paraguay        |
| Paraná                          | Argentina și Paraguay       |
| Paraná                          | Brazilia și Paraguay        |
| Pilcomayo                       | Argentina și Paraguay       |
| Putumayo                        | Columbia și Peru            |
| Rapirrán                        | Brazilia și Bolivia         |
| Rapirrán                        | Brazilia și Peru            |
| Uruguay                         | Argentina și Uruguay        |
| Uruguay                         | Brazilia și Argentina       |
| Vaupés                          | Columbia și Brazilia        |
| Yaguaron                        | Brazilia și Uruguay         |
| Zulia                           | Columbia și Venezuela       |